# Bildungsreform
Von einer Bildungsreform spricht man im deutschen Sprachraum dann, wenn Sektoren des Bildungswesens nach einem übergreifenden Konzept umgestaltet werden.
Oftmals ergeben sich Bildungsreformen aus einem mit einer Leitvorstellung verbundenen Maßnahmenbündel, das sich über einen längeren Zeitraum erstreckt.
Einzelne Neuerungen wie die flächendeckende Einführung von Horten, die Vorverlegung des Fremdsprachenunterrichts in die Grundschulen oder die Verkürzung der Gymnasialschulzeit sind demnach keine Bildungsreformen im gemeinten Sinn. Zwar gibt es im neueren Bildungswesen eine nahezu permanente Reformdebatte, aber selten eine Phase, in der eine breite Mehrheit der Fachleute, der öffentlichen Meinung und der entscheidungsbefugten Politiker im Konsens über die einzuschlagende Richtung eine als solche wahrnehmbare Bildungsreform durchsetzen.

## Historische Bildungsreformen im deutschsprachigen Raum

### Die Bildungsreform Karls des Großen
Noch vor der deutschen Sprache steht am Anfang die Karolingische Bildungsreform im gesamten Frankenreich, dokumentiert in der Admonitio generalis (796 n. Chr.). Sie führte zur ersten Renaissance durch neue Zuwendung zur antiken Literatur, um diese christlich und dynastisch zu nutzen. Eine Breitenwirkung wurde nicht erreicht.

### Die humanistische Gelehrtenschule am Beginn der Neuzeit
Das hohe und späte Mittelalter war geprägt von römisch-katholischer Theologie, scholastischer Philosophie und dem Wissensmonopol der Geistlichkeit. Höhere Schulen waren nur die kirchlichen Lateinschulen, insbesondere die Domschulen. Mit der die Impulse des italienischen Renaissance-Humanismus aufnehmenden humanistischen Reform von Lateinschulen und Universitäten auf dem Gebiet des Heiligen Römisches Reiches Deutscher Nation gelangten ab dem letzten Drittel des 15. Jahrhunderts vielfältige neue Impulse in die höhere Bildung. Der Humanismus reformierte Fächer und Textgrundlagen, transportierte ein neues Zeitverständnis und bot in einer durch Krise und Wandel geprägten Epoche (Verstädterung, Handel- und Geldwirtschaft, Funktionsverlust des Adels im Spätmittelalter) Reformkonzepte, die soziale Probleme und politische Herausforderungen durch Bildung bearbeiten sollten.
Im Gefolge der Reformation im 16. Jahrhundert und der neuen Wichtigkeit von Bildung in der konfessionellen Auseinandersetzung wurden die neuen Bildungsimpulse des vorreformatorischen Humanismus institutionalisiert und religiös stärker eingebunden. Philipp Melanchthon, auch heute noch „praeceptor Germaniae“ (Lehrer Deutschlands) genannt, setzte sich bereits für eine bessere Bildung breiter Bevölkerungsschichten ein, um die Bibel lesen zu können. Er förderte die humanistischen Schulen, die bereits unter der Aufsicht der Kommunen standen. Hier wurden die drei heiligen Sprachen gelehrt, um die protestantische Theologie zu stärken. Im katholischen Bereich leisteten die Jesuitenschulen mit einiger Verzögerung eine entsprechende Bildungsreform. In diese Phase fallen zahlreiche Schulgründungen in Deutschland (vgl. Liste der ältesten Schulen im deutschsprachigen Raum). Hinzu kamen die von den Fürsten eröffneten besonders elitären Landesschulen für ganze Territorien wie Sachsen in Pforta, Meißen, Grimma.

### Die Einführung der allgemeinen Schulpflicht im 18. Jahrhundert
Andere wichtige Reformer, etwa Johann Amos Comenius im 17. Jahrhundert, forderten eine umfassende Allgemeinbildung für alle – einschließlich Armer, Bauern und Mädchen. Nach dem Dreißigjährigen Krieg errichteten in nicht wenigen Orten lokaler Adel und Geistlichkeit ein Dorfschulnetz auch zum Rückgewinn sozialer Disziplin.

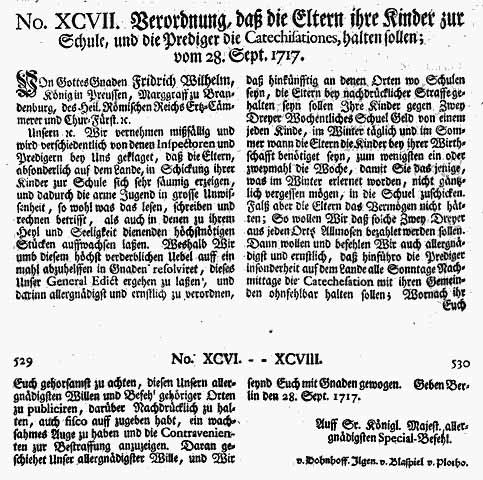
Auszug aus dem preußischen Generaledikt 1717

Im 18. Jahrhundert führten die preußischen Könige mit dem Generaledikt 1717 und erneut Generallandschulreglement 1763 stufenweise die allgemeine Schulpflicht ein. Sie wurde anfangs nur mit großen Lücken durchgesetzt, immer mit Rücksicht auf die notwendige Feldarbeit und später die Fabrikarbeit der Kinder. Das Bildungswesen war aufgeteilt in die Elementarschule für breite Bevölkerungsschichten, an denen die Lehrkräfte oft keinerlei Ausbildung für den Lehrberuf besaßen, manchmal alte Soldaten waren, und die höheren Schulen, an denen universitär gebildete Lehrkräfte oder Geistliche unterrichteten. Erste Ansätze zu einer mittleren Realien-Schule existierten ebenfalls, in Berlin 1747 eröffnete Johann Julius Hecker die erste Realschule. Der Zugang zu Universitäten richtete sich ohne Prüfung nach den finanziellen Möglichkeiten. Die Offizierslaufbahn hing noch vom Adelsprivileg ab.

### Die Humboldtsche Bildungsreform um 1810
Für das Ende des 18. Jahrhunderts wird die Schülerzahl an „gelehrten Schulen“ in Preußen auf ca. 16 000 Jungen geschätzt. Hundert Jahre später waren es etwa 150 000, 1930 bereits 300 000 Schüler und nun auch Schülerinnen. Die Bildungsreformen begleiteten also eine erhebliche Expansion der höheren Schule.
Kern der Humboldtschen Bildungsreform war das humanistische Gymnasium. Im Kern des Curriculums standen die Sprachen der klassischen Antike Latein und Altgriechisch sowie das Grundwissen über Geschichte und Philosophie des klassischen Altertums einschließlich der Mathematik. Weiterhin waren auch christliche Wertvorstellungen tief im Gymnasium des protestantischen Preußens verankert. Naturwissenschaften hingegen spielten eher eine periphere Rolle, gleichermaßen Kunst, Musik und Sport, wobei die künstlerisch-ästhetische Erziehung ebenso wie sportliche Betätigung durchaus die gesamtheitliche Bildung abrunden sollten. Die grundlegende Bildung des Menschen sollte eine rein idealistische Erziehung sein, unabhängig von Fragen der beruflichen Verwertbarkeit dieses Wissens. Das wegweisende Dokument war der Königsberger Schulplan 1809.
Humboldt strebt eine humanistische Bildung für Kinder aller Klassen an, erreichte aber de facto mit der Reform der höheren Schulen und der Universitäten, die er staatlich in ihrer Existenz garantierte, jedoch weisungsunabhängig machte, fast nur die Ober- und ehrgeizige Mittelschicht. Vieles blieb von vornherein reine Planung.

### Die Entstehung des dreigliedrigen Schulsystems im 19. Jahrhundert
Bis in die 1840er-Jahre war das Schulsystem oft nur horizontal, also nach Altersklassen, gegliedert in Vorschule, Schule und Gymnasium. Die meisten Schüler verließen das Gymnasium weit vor dem Abitur. Dabei gab es noch eine beachtliche soziale Offenheit im Vormärz.
Nur langsam bildete sich vertikal ein dreigliedriges Schulwesen heraus: Volksschule, Realschule, Gymnasium. Wichtige Wegmarken dafür waren das Abiturientenreglement 1834 und die Lehrplanreform 1837. Mit dem Fremdsprachenangebot in Latein und Griechisch entschied sich, ob der Weg zum Abitur noch möglich war. Viele Eltern entschieden sich für die neunjährige, lateinlose Realschule. Ein Hauptgrund dafür waren die Unterschiede im Schulgeld, das in Preußen bis 1888 „pro Kind und Jahr“ in der Volksschule 10 Mark betrug, in den weiterführenden Schulen aber weitaus mehr: bis zu 100 Mark, was einen erheblichen Teil des Durchschnittseinkommens ausmachte.
Die Volksschule vermittelte die grundlegenden Kenntnisse wie Lesen, Schreiben, Rechnen, Naturkunde und christliche Wertvorstellungen und dauerte acht Jahre. Eine 1854 von Ferdinand Stiehl erlassene Preußische Regulative für das Volksschul-, Präparanden- und Seminarwesen legte das Bildungsangebot in der „Schule der Untertanen“ fest. Erst Otto von Bismarck unterstellte sie im preußischen Kulturkampf der staatlichen Aufsicht, die bis 1872 noch bei den Kirchen lag. Langsam wurden auch die letzten Kinder vom Land schulpflichtig: 1871 erreichte die preußische Schulbesuchsquote 92 Prozent. Die Lehrer-Schüler-Relation betrug hier bis zu 1:80.
Die Mittel- oder Real(ien)schule vermittelte Realien, d. h. naturwissenschaftliche Grundkenntnisse und ggf. eine oder zwei moderne Fremdsprachen. Sie diente der Ausbildung einer mittleren Schicht der Angestellten und kleineren Beamten und dauerte mindestens neun Jahre. Das „Einjährige“ (Abschluss des zehnten Schuljahrs) wurde (Regelung in Preußen 1843 nach einigen Vorformen) Voraussetzung, um statt drei Jahren Wehrdienst nur ein Jahr leisten zu müssen und die Unteroffizierslaufbahn einzuschlagen. Über weitere Wehrübungen konnte sie bis zum Reserveoffizier führen. Das Adelsprivileg wurde rechtlich aufgehoben und das Abitur Voraussetzung für die aktive Offizierskarriere. Der direkte und übliche Weg zum Offizier führte über Kadettenanstalten. Mit dem Einjährigen konnte man in die mittlere Beamtenlaufbahn, auf Handelshochschulen, Kunsthochschulen oder Landwirtschaftliche Lehranstalten.
Ein humanistisches Gymnasium hingegen war einer schmalen Elite vorbehalten – gegen Humboldts ursprüngliche Intention – und bereitete auf das Universitätsstudium vor. Daneben entwickelten sich Realgymnasium und Oberrealschule, die auf Altgriechisch verzichteten und stattdessen Naturwissenschaften oder moderne Sprachen boten. Oberrealschulen bereiteten auf das Studium an technischen Hochschulen wie Bergakademien und Ingenieurschulen vor. Im Jahr 1810 zählte Preußen 91 Gymnasien, 1864 145 Gymnasien mit 68.000 Schülern und nur unter 2.000 Abiturienten. Erst mit der preußischen Schulkonferenz 1900 wurden die drei Typen des Gymnasiums gleichberechtigt, womit die akademische Exklusivität des Humboldtschen Gymnasiums formell beendet war.

### Reformpädagogische Initiativen um 1900–1933
Unter der Bezeichnung Reformpädagogik werden verschiedene Ansätze zur Reform von Schule, Unterricht und allgemeiner Erziehung zusammengefasst, die sich ab Ende des 19. Jahrhunderts und im ersten Drittel des 20. Jahrhunderts gegen Lebensfremdheit und Autoritarismus der vorherrschenden wilhelminischen „Paukschulen“ wandten. In Deutschland gab es eine starke wechselseitige Beeinflussung mit der Jugendbewegung. Einige Reformpädagogen verbanden eine liberale Grundhaltung mit starkem sozialem Engagement, andere dachten wiederum völkisch.
Wichtige Prinzipien waren die Selbsttätigkeit der Schüler, das freie Gespräch, Erlebnispädagogik, Schulgemeindepädagogik, praktische Tätigkeiten oder Lernen durch Handeln. Reformpädagogen traten mit dem Konzept der Arbeitspädagogik auch auf der Reichsschulkonferenz zu Beginn der Weimarer Republik auf.
Mit dem Nationalsozialismus endete ab 1933 die Reformbewegung für mehr Chancengleichheit und Selbstbestimmung in der Schule. Dennoch erhielten sich einige Züge der Jugendbewegung in der Hitler-Jugend wie der Kult um die Kameradschaft.
Die reformpädagogischen Initiativen blieben trotz ihrer „Wortführerrolle“ (Detlev Peukert) insgesamt eine gesellschaftliche Randerscheinung und begründeten keine tiefgreifende Bildungsreform in Deutschland.

### Die bundesdeutsche Bildungsreform der 1960er- und 1970er-Jahre
Unter anderem aufgrund des Sputnik-Schocks 1957, aber auch im Zuge der allgemeinen Durchdringung der Gesellschaft durch wissenschaftliches Denken wurden in den USA seit Ende der 1950er- bzw. Beginn der 1960er-Jahre Versuche einer Bildungsexpansion und höheren Qualifizierung unternommen.
Da in der Bundesrepublik nach 1945 höchstens 8 % eines Altersjahrganges studierten, der Großteil der Bevölkerung jedoch nur Volksschulbildung besaß, setzte eine Diskussion ein über eine erforderliche Bildungsexpansion. Insbesondere das Buch „Die deutsche Bildungskatastrophe“ von Georg Picht aus dem Jahr 1964 schob eine publizistische und politische Diskussion dieses Themas an. Die Expansion wurde teilweise technisch-ökonomisch, teilweise auch politisch mit dem Ziel einer größeren Demokratisierung der Gesellschaft (Ralf Dahrendorf) begründet. Mit der Studentenrevolte 1967/1968 traten marxistische Emanzipationstheorien hinzu. Auch bei den Wählern stießen Konzepte der Bildungsmodernisierung auf Zustimmung, da sie Hoffnungen auf einen „Aufstieg durch Bildung“ machten. Nicht zuletzt gerieten Defizite der Frauenbildung in die Diskussion. Ein Schwerpunkt der sozialliberalen Koalition ab 1969 lag in der Bildungspolitik.
In den 1960er-Jahren leitete das Hamburger Abkommen 1964 die Reform der unteren Schulformen und Vereinheitlichung der Schulsysteme der Bundesländer ein, es folgten der Hochschulausbau als Gemeinschaftsaufgabe von Bund und Ländern und viele Hochschulneugründungen wie die Ruhr-Universität Bochum, Universität Bielefeld oder in Bayern die Universitäten Augsburg, Passau oder Bamberg.
Die Einführung einer allgemeinen Förderung durch das Bundesausbildungsförderungsgesetz 1971 für Schüler der gymnasialen Oberstufe, der Beruflichen Schule und Studenten ermöglichten breiteren Bevölkerungsschichten den Hochschulzugang und bessere Bildung.
Auch die Berufsausbildung wurde im Berufsbildungsgesetz 1969 reformiert. Seitdem hieß der vormalige Lehrling Auszubildender.
Eine weitere Steigerung des Bildungsniveaus versprachen sich die Reformer durch die Verwissenschaftlichung des Schulunterrichtes und die Oberstufenreform ab 1972. Das Kurssystem sollte die studienvorbereitende, wissenschaftspropädeutische Funktion des Abiturs verbessern.
Der so genannte „Öffnungsbeschluss“ für die Hochschulen durch die verantwortlichen Bundesländer erfolgte 1977. Die Schere zwischen den Studienanfängern und -plätzen öffnete sich und wurde nur durch juristisch aufwändige Zulassungsbeschränkungen reguliert. Der Beschluss verkleinerte zwar die Fächerzahl mit Numerus clausus, führte aber zu einer Überfüllung der Universitäten bzw. Unterfinanzierung angesichts der hohen Studierendenzahlen.
Im Geldmangel zeigte sich das Problem dieser Phase der Bildungsreform, die bei leeren öffentlichen Kassen viele Ansätze verkümmern ließ. Mitte der 1970er-Jahre ließ der Reformeifer nach, der Konsolidierung und Nachbesserung wurde Vorrang gegeben. Konservative Kritiker warfen den Reformern vor, die Bildungsexpansion auf Kosten der Leistungen voranzutreiben („Bildungsinflation“). Linke stellten ernüchtert fest, dass sie den benachteiligten Unterschichtkindern am wenigsten genutzt hatten. Mit der zunehmenden Zahl von Migrantenkindern stellten sich auch viele Fragen an ein integratives Schulsystem ganz anders.

### Die sozialistische Bildungsreform in der DDR
Die Entwicklung des Bildungssystems der DDR, soweit es nicht bereits in der Sowjetischen Besatzungszone umgestellt worden war, vollzog sich in zwei Reformschüben nach der Gründung der DDR 1949 und mit der Bildungsreform von 1965 im „Gesetz über das einheitliche sozialistische Bildungssystem“. Wesentlich war die ideologische Ausrichtung des gesamten Schul- und Hochschulwesens auf die sozialistische Ideologie. Damit gingen einher die Abschaffung des gegliederten Schulwesens, die Beteiligung der sozialistischen Jugendorganisation, der Freien Deutschen Jugend, am Schulbetrieb, die Einführung und Stärkung ideologisch genehmer Unterrichtsfächer (Russisch als Pflichtfremdsprache, Polytechnik, Staatsbürgerkunde, später Wehrunterricht) sowie Abschaffung systemwidriger Fächer (Religionsunterricht, alte Sprachen). Alle Unterrichtsinhalte wurden so weit als möglich systemkonform gemacht, die Lehrerausbildung ideologisch ausgerichtet. Es gelangen dabei einige Verbesserungen im Bildungssystem mit anerkennenswerten Leistungen: z. B. das hohe Niveau der mathematisch-naturwissenschaftlichen Kenntnisse, die geringe Quote von Jugendlichen ohne Ausbildung, die Verbesserung der Mädchenbildung.

## Aktuelle Reformen der Schulstruktur

### Reformen zu einer „zweigliedrigen Sekundarstufe“
Als 1990 die Übernahme der westlichen Schulstruktur in den neuen Bundesländern anstand, entschieden sich Sachsen und Thüringen für eine zweigliedrige Sekundarstufe mit dem Gymnasium von Klasse 5 bis 12 und der Mittelschule bzw. Regelschule von Klasse 5 bis 10, die nach der Orientierungsstufe den Realschulgang und den Hauptschulgang in sich vereint. Geeignete Schüler können das Abitur am Gymnasium nach 12 Schuljahren oder am Fachgymnasium nach dreizehn Schuljahren erreichen.
Inzwischen ist das Zwei-Säulen-Modell fast in allen Bundesländern bis auf Bayern und Hessen eingeführt worden, wobei die älteren Formen oft auslaufend weiterbestehen.
Nach der Ablehnung der „sechsjährigen Primarschule“ durch Volksentscheid wurde das Modell in Hamburg beschlossen: Nach dem Besuch der vierjährigen Grundschule folgt der Besuch der Stadtteilschule oder des Gymnasiums. Danach sollen Stadtteilschulen künftig alle Schulabschlüsse bis hin zum Abitur nach 13 Jahren anbieten. Das Gymnasium soll schon nach 12 Jahren zur Hochschulreife führen. Welches Kind in welche Schule geht, soll wie bisher zunächst vorläufig nach der vierten durch Elternentscheidung, endgültig dann nach der sechsten Klasse durch die Klassenkonferenz (Schule) entschieden werden.
In Berlin wurde im Jahr 2010 die Hauptschule abgeschafft und ein zweigliedriges Schulsystem etabliert. Neben den Gymnasien gibt es nun die Integrierten Sekundarschulen (ISS). In den meisten Fällen wurden Hauptschulen und Realschulen dafür zusammengefasst. Auf der ISS ist wie auf dem Gymnasium, soweit es die Schule anbietet, das Abitur möglich. Auf der ISS dauert das Abitur 13 Jahre, auf dem Gymnasium zwölf. Die Berliner Schulstrukturreform wird in einem Kooperationsprojekt von DIPF, Max-Planck-Institut für Bildungsforschung, und dem Leibniz-Institut für die Pädagogik der Naturwissenschaften und Mathematik wissenschaftlich begleitet.

### Reformen zur „Gemeinschaftsschule“
In mehreren Bundesländern ist, teilweise nur als Schulversuch, die Gemeinschaftsschule (Liste siehe dort) eingeführt worden, die im Wesentlichen eine integrierte Gesamtschule unter neuem Namen ist und verschiedene Formen des längeren gemeinsamen Lernens beinhaltet, teilweise auch schon mit der Grundschule beginnt. Sie wird von der politischen Linken favorisiert und soll sich am erfolgreichen „finnischen Modell“ orientieren.